# العلاقات السويدية الكازاخستانية
العلاقات السويدية الكازاخستانية هي العلاقات الثنائية التي تجمع بين السويد وكازاخستان.

## مقارنة بين البلدين
هذه مقارنة عامة ومرجعية للدولتين:
| وجه المقارنة                                              | السويد                                                                               | كازاخستان                      |
| --------------------------------------------------------- | ------------------------------------------------------------------------------------ | ------------------------------ |
| المساحة (كم2)                                             | 450.30 ألف                                                                           | 2.72 مليون                     |
| عدد السكان (نسمة)                                         | 10.16 مليون                                                                          | 17.95 مليون                    |
| الكثافة السكانية (ن./كم²)                                 | 22.56                                                                                | 6.6                            |
| العاصمة                                                   | ستوكهولم                                                                             | نور سلطان                      |
| اللغة الرسمية                                             | اللغة السويدية، لغات السامي، اللغة الفنلندية، منكيلي، اللغة الرومنية، اللغة اليديشية | اللغة القازاقية، اللغة الروسية |
| العملة                                                    | كرونة سويدية                                                                         | تينغ كازاخستاني                |
| الناتج المحلي الإجمالي (بليون دولار)                      | 538.04 مليار                                                                         | 159.41 مليار                   |
| الناتج المحلي الإجمالي (تعادل القوة الشرائية) بليون دولار | 469.01 مليار                                                                         | 439.39 مليار                   |
| الناتج المحلي الإجمالي الاسمي للفرد دولار أمريكي          | 50.58 ألف                                                                            | 10.51 ألف                      |
| الناتج المحلي الإجمالي للفرد دولار أمريكي                 | 45.30 ألف                                                                            | 24.23 ألف                      |
| مؤشر التنمية البشرية                                      | 0.907                                                                                | 0.788                          |
| رمز المكالمات الدولي                                      | +46                                                                                  | +7                             |
| رمز الإنترنت                                              | .se                                                                                  | .kz، .қаз ‏                     |
| المنطقة الزمنية                                           | توقيت وسط أوروبا، ت ع م+01:00، ت ع م+02:00، أوروبا/ستوكهولم ‏                         | ت ع م+05:00، ت ع م+06:00       |

## منظمات دولية مشتركة
يشترك البلدان في عضوية مجموعة من المنظمات الدولية، منها:
| علم المنظمة | اسم المنظمة                               | تاريخ انضمام السويد | تاريخ انضمام كازاخستان |
| ----------- | ----------------------------------------- | ------------------- | ---------------------- |
|             | الاتحاد البريدي العالمي                   | ?                   | ?                      |
|             | بنك التنمية الآسيوي                       | 1966                | 1994                   |
|             | يونسكو                                    | 23 يناير 1950       | 22 مايو 1992           |
|             | البنك الدولي للإنشاء والتعمير             | 31 أغسطس 1951       | 23 يوليو 1992          |
|             | وكالة ضمان الاستثمار متعدد الأطراف        | 12 أبريل 1988       | 12 أغسطس 1993          |
|             | الاتحاد الدولي للاتصالات                  | 1866                | 23 فبراير 1993         |
|             | منظمة الشرطة الجنائية الدولية             | ?                   | ?                      |
|             | مؤسسة التمويل الدولية                     | 20 يوليو 1956       | 30 سبتمبر 1993         |
|             | مجموعة الموردين النوويين                  | ?                   | ?                      |
|             | الأمم المتحدة                             | 19 نوفمبر 1946      | 2 مارس 1992            |
|             | منظمة الأمن والتعاون في أوروبا            | 25 يونيو 1973       | 30 يناير 1992          |
|             | مؤسسة التنمية الدولية                     | 24 سبتمبر 1960      | 23 يوليو 1992          |
|             | الفريق المعني برصد الأرض                  | ?                   | ?                      |
|             | منظمة حظر الأسلحة الكيميائية              | ?                   | ?                      |
|             | المركز الدولي لتسوية المنازعات الاستشارية | 28 يناير 1967       | 21 أكتوبر 2000         |

## أعلام
هذه قائمة لبعض الشخصيات التي تربطها علاقات بالبلدين:
- إيرلان إدريسوف (سياسي كازاخستاني، 28 أبريل 1959 – )

## وصلات خارجية
- موقع وزارة الخارجية السويدية
- موقع وزارة الخارجية الكازاخستانية